# 2024년 AFC U-20 여자 아시안컵
2024년 AFC U-20 여자 아시안컵은 2024년 3월 3일부터 3월 16일까지 우즈베키스탄에서 열린 11번째 AFC U-20 여자 아시안컵이다.
아시아 축구 연맹(AFC)은 2020년 10월 2일에 2024년 대회부터 AFC U-19 여자 챔피언십이라는 대회 이름을 AFC U-20 여자 아시안컵으로 바꿔서 열기로 결정했다. 이에 따라 AFC U-20 여자 아시안컵이라는 이름으로 열린 첫 대회가 될 예정이다. 이 대회 상위 4위 이내의 성적을 기록한 팀들은 콜롬비아에서 열릴 예정인 2024년 FIFA U-20 여자 월드컵에서 아시아 대표로 참가할 자격을 획득한다.

## 개최 도시 및 경기장
- 타슈켄트 - JAR 스타디움
- 타슈켄트 - 도스틀리크 스타디움

## 예선
다음 4개국이 본선에 직행했다.
- 우즈베키스탄 (개최국)
- 일본 (2019년 AFC U-19 여자 챔피언십 우승)
- 조선민주주의인민공화국 (2019년 AFC U-19 여자 챔피언십 준우승)
- 대한민국 (2019년 AFC U-19 여자 챔피언십 3위)

다음 4개국이 예선을 통해 본선에 진출했다.
- 오스트레일리아 (최종 예선 A조 1위)
- 베트남 (최종 예선 A조 2위)
- 중화인민공화국 (최종 예선 B조 1위)
- 중화 타이베이 (최종 예선 B조 2위)

## 시드 배정
2024년 AFC U-20 여자 아시안컵 본선 조 추첨은 2023년 12월 15일에 말레이시아 쿠알라룸푸르에 위치한 아시아 축구 연맹(AFC) 본부에서 진행되었다. 대회에 참가한 팀들은 2019년 AFC U-19 여자 챔피언십 본선과 예선 성적을 기준으로 하여 시드를 배정받았다. 개최국인 우즈베키스탄은 자동으로 A1에 배정되었다.
| 1포트                            | 2포트                                 | 3포트                               | 4포트                      |
| -------------------------------- | ------------------------------------- | ----------------------------------- | -------------------------- |
| 1. 우즈베키스탄 (개최국) 2. 일본 | 1. 조선민주주의인민공화국 2. 대한민국 | 1. 오스트레일리아 2. 중화인민공화국 | 1. 베트남 2. 중화 타이베이 |

## 조별 리그

### A조
| 팀               | 경기 | 승 | 무 | 패 | 득 | 실 | 차  | 승점 |
| ---------------- | ---- | -- | -- | -- | -- | -- | --- | ---- |
| 오스트레일리아   | 3    | 3  | 0  | 0  | 7  | 1  | +6  | 9    |
| 대한민국         | 3    | 2  | 0  | 1  | 20 | 2  | +18 | 6    |
| 중화 타이베이    | 3    | 1  | 0  | 2  | 2  | 9  | -7  | 3    |
| 우즈베키스탄 (H) | 3    | 0  | 0  | 3  | 0  | 17 | -17 | 0    |

### B조
| 팀                     | 경기 | 승 | 무 | 패 | 득 | 실 | 차  | 승점 |
| ---------------------- | ---- | -- | -- | -- | -- | -- | --- | ---- |
| 조선민주주의인민공화국 | 3    | 2  | 1  | 0  | 8  | 1  | +7  | 7    |
| 일본                   | 3    | 2  | 0  | 1  | 12 | 1  | +11 | 6    |
| 중화인민공화국         | 3    | 1  | 1  | 1  | 7  | 4  | +3  | 4    |
| 베트남                 | 3    | 0  | 0  | 3  | 1  | 22 | -21 | 0    |

## 2024년 FIFA U-20 여자 월드컵 참가 팀
다음 4개 팀은 콜롬비아에서 열릴 예정인 2024년 FIFA U-20 여자 월드컵 참가 자격을 획득했다.
- 조선민주주의인민공화국 (2024년 AFC U-20 여자 아시안컵 우승)
- 일본 (2024년 AFC U-20 여자 아시안컵 준우승)
- 오스트레일리아 (2024년 AFC U-20 여자 아시안컵 3위)
- 대한민국 (2024년 AFC U-20 여자 아시안컵 4위)

## 같이 보기
- 2024년 AFC U-17 여자 아시안컵